# 东升水库
东升水库，位于中华人民共和国黑龙江省林甸县西北部，是乌裕尔河内流区的一座大型平原水库。水库始建于1958年，最初工程建设过程中存在很多缺陷，之后进行过多次续建加固。水库主要有两个水源：一是乌裕尔河来水，水库控制乌裕尔河流域面积13500平方千米；二是中部引嫩总干渠引嫩江来水，年均引水量2.0亿立方米。校核洪水位150.56米，相应库容1.61亿立方米；正常蓄水位149.8米，相应库容1.61亿立方米。水库大坝为黏性土均质坝，总长9.2千米，其中主坝长7.5千米，坝顶宽6米，最大坝高5米。东升水库地处扎龙湿地自然保护区范围，有丹顶鹤在水库及周边栖息。 